# علقمة بن عبد الله المزني
علقمة بن عبد الله المزني البصري، من رواة الحديث الثقات. توفي سنة مائة.

## روايته للحديث النبوي
- روى عن: أبيه عبد الله بن سنان المزني، وعبد الله بن عمر بن الخطاب، ومعقل بن يسار المزني.
- روى عنه: بكر بن عبد الله المزني، وحميد الطويل، وربعي بن عمرو البصري، والربيع بن سيحان الجهضمي، وعوف الأعرابي، وفضاء بن خالد الأزدي ، والد محمد بن فضاء، وقتادة، ومالك بن دينار، والنضر أبو لؤلؤة البصري، ويحيى بن عبيد الجهضمي، وأبو عمران الجوني.[2]
- الجرح والتعديل: قال أحمد بن شعيب النسائي: «ثقة». قال ابن حجر العسقلاني: «ثقة». قال الذهبي: «ثقة». قال علي بن المديني: «ثقة». قال محمد بن سعد كاتب الواقدي: «ثقة».[3]